# Carl Olson
Carl "Bobo" Olson, född 11 juli 1928 i Honolulu, Hawaii, död 16 januari 2002, var en amerikansk proffsboxare. Han var världsmästare i mellanvikt 1953–1955.

## Biografi
Carl "Bobo" Olson, ibland kallad The Hawaiian Swede (hans far var svensk, modern portugisiska), började sin professionella boxarkarriär som 16-åring genom att uppvisa en falsk legitimation för att få proffslicens (18 var minimiålder). Han förlorade på sin väg mot titeln två matcher mot  Sugar Ray Robinson men när denne tillfälligt dragit sig tillbaka i december 1952 besegrade Olson Randy Turpin  i en match om den vakanta titeln i oktober följande år. Olson blev världsmästare och dessutom av boxningstidskriften The Ring Magazine utsedd till årets boxare alla kategorier 1953.
Olson vann samtliga sina matcher (sju) 1954 och försvarade sin titel mot bland andra Kid Gavilan. Men redan året därpå gick han upp i lätt tungvikt och vann en överlägsen seger mot före detta världsmästaren Joey Maxim. Olson försökte därefter ta mästartiteln även i denna viktklass men blev knockad av regerande mästaren Archie Moore redan i tredje ronden.
Efter den förlusten började Olson tappa intresset för boxning men ställde ändå upp för att försvara sin mellanviktstitel mot Robinson som återkommit till boxningen efter några år i showbusiness (som dansare). Olson var storfavorit inför matchen men knockades av Robinson redan i andra ronden.
Därefter tog Olson ett sabbatsår och boxades därefter sporadiskt men lyckades ändå etablera sig som utmanare till titeln i lätt tungvikt. Efter att 1964 ha förlorat redan i första ronden på KO mot José Torres i en match om vem som skulle gå vidare till titelmatch lade Olson av för gott.
När boxningskarriären var slut anställdes Olson av Jimmy Hoffa som PR-tjänsteman i Teamsters Union, det amerikanska transportarbetarförbundet. Mot slutet av sitt liv led Olson av svår demens av den typ som ofta drabbar boxare (Dementia pugilistica) och som ger symtom vilka ofta förväxlas med Parkinsons sjukdom och Alzheimers sjukdom.
Carl Olsons matchstatistik omfattar 99 segrar (49 på KO), 16 förluster och 2 oavgjorda.